# Rio Lobo
Rio Lobo ist ein Spätwestern von Regie-Ikone Howard Hawks aus dem Jahr 1970. Es war sein letzter Film. Mit John Wayne wurde schon in den thematisch ähnlichen Vorgängern Rio Bravo (1959) und El Dorado (1966) die Hauptrolle besetzt.

## Handlung
Gegen Ende des amerikanischen Bürgerkriegs überfällt ein Konföderierten-Trupp unter Führung von Captain Pierre Cordona wiederholt Goldtransporte der Union. Deshalb hat Yankee-Colonel Cord McNally für den aktuellen Transportzug die Sicherheitsmaßnahmen erhöht, was allerdings nichts bringt: Auf mit Schmierfett eingeseiften Gleisen bringen die Rebellen den Eisenbahnzug zum Stehen und zwingen die Begleitsoldaten mit Hilfe eines in deren Waggon geschleuderten Hornissennests zum unfreiwilligen Aussteigen. Mit der reichlichen Beute treten die gewitzten Grauröcke dann die Flucht an. McNally begibt sich sofort auf die Verfolgung der Südstaatler, tappt in eine Falle und kann sich wenig später listig aus der Gefangenschaft befreien. Dabei gelingt es ihm sogar, seinerseits Cordona und dessen Scout Tuscarora dingfest zu machen.
Colonel McNally ist überzeugt, dass sich unter seinen Leuten ein oder mehrere Verräter befinden, die die Goldtransporte an den Feind verraten haben. Als Cordona und Tuscarora kurz nach Kriegsende aus der Kriegsgefangenschaft entlassen werden, erwartet sie ihr einstiger Feind am Lagertor. Bei einer Runde Whisky bestätigen die beiden Südstaatler McNallys Verdacht und berichten von zwei Unionssoldaten, die ihnen gegen fette Schmiergelder die erforderlichen Tipps gaben. Die Namen der Verräter kennen sie allerdings nicht. Cordona und Tuscarora versprechen aber, sich bei McNally zu melden, sobald sie etwas erfahren; hilfreich dabei ist, dass die einstigen Gegner in der gleichen texanischen Gegend beheimatet sind.
So kommt es dann auch: Im Städtchen Blackthorne erhält McNally, inzwischen Zivilist, einen Brief Cordonas, der sein Kommen ankündigt. Vorher aber haben McNally und der mit ihm befreundete Sheriff Cronin eine Begegnung mit der ebenso attraktiven wie selbstbewussten Shasta Delaney. Deren väterlicher Arbeitgeber – ein reisender Quacksalber – ist im etwa zwei Tagesreisen entfernten Rio Lobo ermordet worden. Kurze Zeit später treffen vier Deputy Sheriffs aus eben jener Ortschaft ein, um Shasta wegen angeblichen Diebstahls zu verhaften, doch Cronin verhindert das. Bei der anschließenden Schießerei, an der sich auch der in seinem Hotelzimmer beim Sex gestörte Cordona beteiligt, sterben die vier Deputys. In dem weißhaarigen Wortführer des Quartetts erkennt Cordona einen der gesuchten Yankee-Verräter, und es wird klar, dass in Rio Lobo Kriminelle das Sagen haben. McNally, Cordona und Shasta reiten nun zu dieser Kommune, wo zudem Tuscarora mit seinem Vater Phillips eine Pferdezucht betreibt.
In Rio Lobo angekommen, muss das Trio äußerste Vorsicht walten lassen. In dem Ort lässt der mächtige Grundbesitzer Ketcham alles und jeden überwachen, wobei ihm
der von ihm installierte Sheriff Hendricks samt einer großen Zahl an zwielichtigen Deputys zur Hand gehen. Nachdem die Verbrecher mit erpresserischen Methoden schon zahlreiche Grundbesitzer zum Verkauf unter Wert gezwungen haben, haben sie es nun auf das Eigentum von Tuscarora und Phillips abgesehen. Da kommt es gelegen, dass Tuscarora eine Herde seiner Tiere in die Stadt bringt. Einige Deputys bezichtigen ihn des Pferdediebstahls und verhaften ihn. Tuscarora droht der Tod durch Erhängen, es sei denn, sein Vater verkauft an Ketcham.
McNally ist Zeuge der Szene, kann aber zunächst nichts ausrichten. Vom lokalen Zahnarzt lässt er sich über die Zustände genauer unterrichten. Um Tuscarora freizupressen, wollen McNally, Cordona, Shasta und Tuscaroras Freundin María Carmen jetzt ihrerseits Ketcham entführen. Dafür allerdings benötigen sie auch Phillips’ Hilfe, der jedoch selbst belagert wird. Mittels eines Tricks gelingt dessen Befreiung und schließlich auch die Habhaftwerdung Ketchams. Dieser entpuppt sich als der zweite gesuchte Verräter: Unter dem Namen Gorman verkaufte er als Sergeant Major der Unionsarmee wichtige Informationen an den Feind. Die kassierten Schmiergelder finanzierten ihm später den Landraub in Rio Lobo.
Mit Ketcham als Geisel begibt sich die kleine Delegation der Widerständler zum Sheriff-Gewahrsam. Unterwegs jedoch wird Cordona in ein nahegelegenes Fort geschickt, um die US-Kavallerie herbei zu rufen. Hendricks und seine Deputys werden des Gebäudes verwiesen, und alles scheint nach Plan zu laufen. Doch Cordona, halb Franzose, halb Mexikaner (daher von McNally mehrmals als „Frenchy“ bezeichnet), fällt in die Hände der Schurken. Jetzt dient er dem Sheriff seinerseits als Geisel: Für den nächsten Morgen wird ein Gefangenenaustausch vereinbart. Der sollte nach Lage der Dinge den zahlenmäßig überlegenen Verbrechern zu erneuten Vorteilen verhelfen, doch hat Hendricks die Rechnung ohne die von ihm bestohlenen Einheimischen gemacht. Fast alle von ihnen haben in der konföderierten Armee Kampferfahrung gesammelt, sind aber bereit, dem ehemaligen Unionsoffizier McNally beizustehen. Als sich Cordona mit einem Sprung in einen Bach in Sicherheit bringt, hat die Gegenseite endgültig verspielt. Während Ketcham von seinem eigenen Sheriff getötet wird, sterben dessen Deputys im Kugelhagel der Unterdrückten; Hendricks selbst wird schließlich von der rassigen Amelita eliminiert, der er einige Tage zuvor eine entstellende Gesichtsnarbe zugefügt hatte.

## Synchronisation
Die deutsche Fassung entstand bei der Ultra-Film Synchron GmbH, Berlin. Das Buch schrieb Josef Wolf, die Regie übernahm Michael Richter. John Wayne wird in der deutschen Fassung von seinem Standardsprecher Arnold Marquis gesprochen.
| Darsteller          | Rolle                           | Synchronsprecher    |
| ------------------- | ------------------------------- | ------------------- |
| John Wayne          | Cord McNally, ein Ex-Colonel    | Arnold Marquis      |
| Jorge Rivero        | Pierre „Frenchie“ Cordona       | Michael Chevalier   |
| Jennifer O’Neill    | Shasta Delaney                  | Almut Eggert        |
| Jack Elam           | Phillips                        | Martin Hirthe       |
| Christopher Mitchum | Tuscarora, ein Ex-Sergeant      | Thomas Danneberg    |
| Victor French       | Gorman alias Ketcham            | Klaus Miedel        |
| Susana Dosamantes   | María Carmen                    | Gisela Fritsch      |
| Sherry Lansing      | Amelita                         | Renate Küster       |
| David Huddleston    | Dr. Ivor Jones                  | Hans-Dieter Zeidler |
| Mike Henry          | Sheriff „Blue Tom“ Hendricks    | Edgar Ott           |
| Bill Williams       | Sheriff Pat Cronin              | Hans Wiegner        |
| Jim Davis           | Rio Lobo-Deputy Riley           | Heinz Giese         |
| Dean Smith          | Bide, ein Südstaatler           | Rolf Schult         |
| Robert Donner       | Rio Lobo-Deputy „Whitey“ Carter | Gerd Martienzen     |
| Edward Faulkner     | Unions-Lieutenant Harris        | Klaus Sonnenschein  |
| Peter Jason         | Unions-Lieutenant Forsythe      | Randolf Kronberg    |

## Kritiken
Cinema schreibt: „In Howard Hawks’ Abschieds-Western räumt John Wayne noch einmal gründlich auf. […] Erst „Rio Bravo“ (1959), dann „El Dorado“ (1967): Mit dem eigenproduzierten letzten Teil der Quasi-Trilogie krönte der damals 74-jährige Howard Hawks sein Lebenswerk: „Rio Lobo“ ist keiner seiner besten Western, aber amüsant. Fazit: Ein Schuss Ironie, ansonsten eher klassisch.“
Christoph Huber schreibt: „Von Altersmüdigkeit geplagt, versuchen sich Hawks’ Cowboys noch einmal an der Unbekümmertheit früherer Jahre und finden Frustration und nur kurzen Trost in ein paar Momenten des Zusammenspiels.“
Joe Hembus merkt an, der Film sei „Howard Hawks Schwanengesang, seine letzte Regie nach fünfzig Filmjahren“ und geprägt von Resignation. Hawks habe die Ähnlichkeit des Films zu den vorangegangenen Rio Bravo und El Dorado bestätigt.
Phil Hardy urteilt, der Film habe eine große Bandweite zwischen „leichter Komödie“ und „einer dunklen Stimmung während der finalen Schießerei“. Dadurch unterscheide sich Rio Lobo von seinen Vorgängerfilmen.
Das Lexikon des internationalen Films bemerkt: „In seiner letzten Regiearbeit variiert Howard Hawks (1896-1977) einmal mehr seine vertrauten Western-Topoi und verdichtet sie in klaren Bildern zu einer reizvollen Abenteuer-Saga, die weniger von komplizierten Konflikten als von Gestik, professionellen Bewegungsabläufen und stimmungsvollen Ruhepunkten bestimmt wird.“ und resümiert: „Ein spannender, mit Sorgfalt und trockenem Humor hervorragend inszenierter und besetzter Western.“

## Trivia
Beim Abkuppeln der Waggons von der Lokomotive löst der Soldat eine Janney-Kupplung. Diese wurde erst im Jahre 1868 von Eli Hamilton Janney konstruiert, also nach Ende des amerikanischen Bürgerkriegs.
Mit Arnold Marquis für John Wayne und Thomas Danneberg für Christopher Mitchum hört man in diesem Film auch die deutschen Stimmen von Bud Spencer und Terence Hill. Martin Hirthe für Jack Elam ist ebenfalls neben Marquis einer der drei Stammsprecher von Bud Spencer.